# Агуалин
Агуалин, иногда Агуарин (Aguarin) или Диего де Агуарин (Diego de Aguarin) — вождь чаморро, который руководил осадой Хагатны (1676—1677) на Гуаме во время испано-чаморрских войн. Это была вторая из трёх безуспешных осад испанской католической миссии, проведённых чаморро, стремившимися изгнать колониальное присутствие.

## История
В 1668 году миссионер-иезуит Диего Луис де Сан-Виторес основал первую постоянную испанскую миссию в Хагатне. Растущая напряжённость привела к тому, что вождь Хурао возглавил первую осаду испанской миссии в Хагатне в 1670 году. Эта осада не удалась, но незатихающие конфликты вскоре привели к тому, что де Сан-Виторес был убит вождём Мата’пангом (1672). В 1674 году командир гарнизона Дамиан де Эсплана провел жестокую кампанию по подавлению очагов повстанческого движения. Франциско де Ирисарри-и-Вивар, который был первым губернатором испанских Марианских островов, прибыл в июне 1676 года и продолжил кампанию Эспланы по принуждению чаморро к признанию испанского владычества, жестоко наказывая всех, кто нападал на колониальные силы.
Агуалин был из Хагатны. К середине 1676 года испанская кампания возмездия и подавления сопротивления вызвала гнев у многих чаморро. Агуалин, по-видимому, присутствовал при подавлении восстания в деревне Ороте на полуострове Ороте. Крещённая девушка чаморро вышла замуж за одного из испанских солдат против воли своего отца, который затем спровоцировал антииспанские беспорядки, в результате которых погиб помощник главы миссии. Колонна солдат во главе с Франциско де Ирисарри двинулась в Ороте, чтобы подавить восстание, повесила отца и сопроводила молодую пару в Хагатну. В конце лета 1676 года Агуалин начал посещать деревни Гуама и выступать в них с речами, призывающими к восстанию, как и Хурао до него.
Испанцы сохранили запись речи Агуалина:

За двенадцать лет, прошедших с тех пор, как чрезмерная доброта Хагатны допустила испанцев на наши острова, вы скажите мне, какие блага мы получили от их встречи с нашими землями? Разве мы теперь богаче, чем до того, как они пришли? Нет, потому что мы сейчас такие же нагие, как и тогда, когда их не было. Скорее, если кто-то из нас приобрёл какую-то одежду, служа им, это только заставляет стыдиться остальных из нас. Действительно, наша нагота сейчас стыдит нас, но когда мы все были наги, это не имело значения. Плоды нашего труда теперь такие же, как и всегда, за исключением того, что они заставляют нас работать на себя и используют нас либо бесплатно, либо за очень небольшую плату.
Почему бы нам не обратить внимание на то, как нам приходится мстить испанским солдатам и бить их огнестрельным оружием? Говорю вам: их мало, а нас так много, что если все деревни соберутся, то нас будет по тысяче на каждого из них. Почему так многие должны бояться такого малого? Только нашими камнями мы можем их похоронить. Кроме того, не правда ли, что эти люди живут за наш счёт? Еда, которую мы им даём, разве не та, что мы едим? Если мы просто перережем путь, чтобы никто не мог продать им еды, которая им нужна для поддержания жизни, нужно ли другое оружие, чтобы их прикончить? Понятно, что сам голод измотает и прикончит их. Так что можете быть уверены, что если вы мне поможете, мы скоро от них избавимся. Что важно для нас, так это сохранить тайну не только от них, чтобы застать их врасплох, но и от всех других деревень, которые с ними дружат. Кого следует опасаться больше, так это тех, кто находится рядом с гарнизоном, таких как Айран и Тупунган, поскольку там у них есть церкви. Однако, если на них нападут без предупреждения, они не смогут противостоять силе четырёх или шести деревень.
Агуалин и его отряд численностью около 500 воинов напали на деревню Айран 29 августа 1676 года. Нападавшие сожгли церковь, дома священников и миссионерскую школу. Войска чаморро собирались атаковать Тупунган на следующий день в праздник Святой Розы Лимской, сопряжённый с открытием новой церкви. Однако на церемонии присутствовал де Ирисарри в сопровождении большого количества испанских солдат, и Агуалин отменил нападение. Неделю спустя воины чаморро заманили в ловушку миссионера из Ороте и восемь его охранников, направлявшихся в Хагатну, и перебили всех. Несмотря на этот эпизод, Агуалин в значительной степени соблюдал традиции войны чаморро, которые были в основном церемониальными и не требовали большого количества убийств. Военные действия во время осады в основном заключались в том, что силы чаморро стояли вне досягаемости испанских мушкетов, выкрикивали оскорбления и метали камни из пращей. Испанцы, значительно превосходящие противника численностью, время от времени совершали вылазки, при которых силы Агуалина отступали, быстро восстанавливая линии осады, как только испанцы возвращались к своим стенам. Войска Агуалина уничтожили кукурузное поле, которое было основным источником пищи для миссии, но испанцы смогли выжить, выращивая урожай в стенах и за счет контрабанды еды через линии происпанских чаморро, таких как Айхи. Система церемониальных атак на стены продолжалась до конца января 1677 года, после чего осаждающие просто ушли.
Антииспанские чаморро двинулись на север, при этом присутствие Агуалина было зарегистрировано в Хапуто в 1678 году. Многие сопротивляющиеся бежали на остров Рота. Агуалин и его воины использовали Роту как базу для ударов по испанцам на Гуаме. В июне 1678 года прибыл новый испанский губернатор Хуан Антонио де Салас, который начал эффективную политику военных кампаний против центров сопротивления, вознаграждая деревни, сдавшие «преступников». Испанцы переселили жителей острова в семь городов; беспокойные деревни на севере, которые давали убежище повстанцам Агуалина, обезлюдели. Агуалин был убит в 1679 году, но источники расходятся во мнениях относительно того, как именно. 
В конце 1680 года исполняющий обязанности губернатора Хосе де Кирога-и-Лосада высадился на Роте, столкнувшись с лёгким сопротивлением, сжёг дома настроенных против испанцев чаморро, переселил 150 человек в города на Гуаме и казнил пять или шесть человек, на которых возложил ответственность за гибель испанцев, положив тем самым конец роли Роты как убежища для последователей Агуалина.